# جورج براينت
جورج براينت (بالإنجليزية: George Bryant)‏ هو نبال أمريكي، ولد في 22 فبراير 1878 في ميلروز في الولايات المتحدة، وتوفي في 18 أبريل 1938 في مارشفيلد في الولايات المتحدة.

## وصلات خارجية
- جورج براينت على موقع اللجنة الأولمبية الدولية (الإنجليزية)
- جورج براينت على موقع أوليمبيديا (الإنجليزية)